# Orgasm (dal)
Az Orgasm (オルガスム; Hepburn: Orugaszumu) az X japán heavymetal-együttes második kislemeze, mely 1986. április 10-én jelent meg az Extasy Records kiadásában. A lemezből 1500 példányt adtak ki és mind elfogyott.

## Háttér
Az X kiadványainak terjesztéséhez Yoshiki saját független kiadót alapított 1986 áprilisában az édesanyjától kapott pénzből, Extasy Records néven, és megjelentette az Orgasm című kislemezüket. Szokatlan módon az együttes nevét a borítón katakanával írták, Ekkuszu (エックス; Hepburn: Ekkusu) formában. Az Orgasm és az X című dalokat később a Blue Blood albumukra újravették.

## Számlista
| 1. | Orgasm (オルガスム) | Yoshiki | Yoshiki | 3:02 |
| 2. | Time Trip Loving    | Toshi   | Jun     | 3:44 |

| 3. | X | Yoshiki | Yoshiki | 5:37 |

## Közreműködők
- Dejama Tosimicu – vokál
- Hajasi Josiki – dobok
- Takai Hiszasi (Jun/Shu) (高井寿?) – gitár
- Utaka Hikaru  (宇高光?) – basszusgitár
- mérnök: Kuramocsi Hirosi
- fénykép: Momac Juka, Igarasi Hide